# Frozen Bubble
Frozen Bubble es un videojuego de puzles inspirado en Puzzle Bobble. Es software libre con licencia Licencia pública general de GNU - disponible en muchos sistemas como Linux, Windows o Mac OS X, programado en Perl y con la biblioteca multimedia SDL.
También hay otros proyectos derivados para programarlo en lenguaje Java o C. Actualmente está en desarrollo la versión 2.

## Características
- Modo un jugador consistente en ir superando niveles.
- Modo dos jugadores en el mismo ordenador.
- Sonido Estéreo.
- Editor de niveles.
- 100 niveles a superar, incluye también un editor de niveles.

## Desarrolladores
- Guillaume Cottenceau: diseño y programación.
- Alexis Younes: gráficos y diseño de la página web.
- Matthias Le Bidan (Matths): sonido y música.
- Kim and David Joham: editor de niveles.
- Amaury Amblard-Ladurantie: programador de la página web.